# Andreas Peter Thomsen
Andreas Peter Thomsen, född den 21 oktober 1781 i Köpenhamn, död där den 23 maj 1860, var en dansk jurist. Han var far till Christian Albert Frederich Thomsen. 
Thomsen blev privat dimitterad till universitetet 1798, juridisk kandidat 1808, underkanslist i danska kansliet 1810, protokollssekreterare i Højesteret 1813 och utnämndes 1816 till surnumerär assessor i Landsover- samt Hof- og Stadsretten, där han 1818 blev ordinarie assessor och snart vann erkännande för sin duglighet och noggranna kännedom om rättens olikartade förrättningar. Efter att han upprepade gånger under längre perioder hade varit tillförordnad som rättens justitiarius, beskickades han 1838 till att definitivt bekläda denna post, på vilken han därefter var verksam till 1854, då han på grund av nedbruten hälsa beviljades avsked. Från 1838 var han tillika medlem av justitiedirektionen för Tallotteriet fram till dettas upphävande 1851. År 1828 blev han justitieråd, 1836 etatsråd och 1852 konferensråd.